# 石橋貴明のGATE7
『石橋貴明のGATE7』（いしばしたかあきのゲートセブン）は、2021年4月4日から2025年6月29日までTBSラジオで放送されていたとんねるずの石橋貴明のラジオ番組であった。2022年10月2日放送分よりParaviが冠スポンサーとなり、『Paravi presents 石橋貴明のGATE7』（パラビ プレゼンツ いしばしたかあきのゲートセブン）、さらに2023年7月2日からはParaviがU-NEXTに合併したことにより、『U-NEXT presents 石橋貴明のGATE7』（ユーネクスト プレゼンツ いしばしたかあきのゲートセブン）、2023年10月1日からはスポンサー交代により、『スポーツブルPresents 石橋貴明のGATE7』、2025年4月13日からはスポンサー降板により、『GATE7』のタイトルで放送した。

## 概要
石橋にとってはニッポン放送『石橋貴明のレディオイシバシーノ（仮）』以来18年ぶりのラジオレギュラー番組。
TBSラジオのレギュラー番組としては『とんねるずのちゃだわ王国』以来35年ぶり。
毎週全編に亘って野球の魅力を語り尽くす番組。毎回石橋が選んだ野球の話題を、スタジオに迎えたゲストとのトークや取材などを交えて徹底的に深掘りする。この特集コーナーの箇所はポッドキャスト・ラジオクラウドで編集の上、放送1週間後をめどに公開されている。
番組開始から2022年9月25日放送までの協賛スポンサーである日本生命保険相互会社は、NPBパートナー協賛団体（過去には月間リーグMVPの協賛もしていたが、2019年以後は日本生命と経営統合された子会社・大樹生命保険株式会社が引き継ぐ）、またセ・パ交流戦の冠協賛者でもある。
2022年10月2日放送分より、放送曜日は変わらずに放送時間を夜8時に移動し、併せて30分間の短縮放送に変更されるとともに、協賛スポンサーが、TBSホールディングスが運営する有料動画配信コンテンツサービス「Paravi」に変更された。これを受け、Paraviでは当日の生放送、または収録で収まり切れなかった部分も含めたディレクターズ・カットも配信する。TBSラジオにおいては、長年にわたり『らんまんラジオ寄席』がナイターオフシーズン（年度下半期）に放送されたが、2022年度はそれの放送が休止となったため、それの後継番組となった。また、2023年3月5日放送分からは新たに森永製菓が協賛スポンサー（同社製品のチョコボールやおっとっと名義）となった。さらに2023年4月2日からは菊池不動産（10月1日放送分からは菊池不動産グループ名義ヘ変更）が協賛スポンサーに追加された。2023年7月2日からは前述通りParaviからU-NEXTへ提供名義が変更され、同時にチャップアップ育毛剤が森永製菓に変わって共同スポンサーとなった。2023年10月1日からは前述通りSPORTS BULLに筆頭スポンサーが変更、同時に車買取のソコカラが協賛スポンサーに追加されている。
2023年4月2日より、30分番組のままで、日曜早朝7時から7時30分の放送に復す。
概ね、事前収録で放送する場合は木曜日（30分番組になってからは原則1週おき）に録音することが多いため、ポストシーズンなど、現在進行形の大会が行われている場合にはすでに結果が出てしまっている可能性があることを断って放送することも多い。
2025年4月3日にパーソナリティの石橋が自身の公式YouTubeチャンネル『貴ちゃんねるず』にて「食道がんに罹患し、入院・手術及びその療養のために暫くの間芸能活動を停止する」ことを発表。これを受けてTBSラジオ側は「4月6日の放送までは通常通りとしますが、それ以後の扱いは未定である」と発表した。4月6日、4月13日から元プロ野球選手で現在は野球解説者の五十嵐亮太が石橋の休養中の間、代打パーソナリティを務めることが発表された。
しかし、石橋の復帰の見込みが現状で立たないこともあり、同年6月29日の放送を以て同番組を一旦終了し、4年2ヶ月の歴史に幕を下ろした。これは石橋貴明の相方である木梨憲武（とんねるず）が同月21日に自身が同じTBSラジオにてパーソナリティを務める『土曜朝6時 木梨の会。』の番組中にて発表したもの。なお、木梨は『GATE7』の終了については「一旦お休みになって……」としており、石橋復帰の後の番組再開の可能性があることに言及すると共に、同日の番組最終回に自身がゲストとして出演した。また石橋も番組終了に当たり、自身のメッセージを寄せ、パーソナリティの五十嵐亮太より朗読された。

## 出演者
- パーソナリティ：石橋貴明（とんねるず・俳優）
- 代理パーソナリティ：五十嵐亮太（野球解説者）2025年4月13日 - 6月29日

※2025年4月初旬より石橋が療養することになったため（上記「概要」項参照）

## 放送リスト
| 回  | 放送日        | 特集コーナーのテーマ                                                              | ゲストコメンテーター |
| --- | ------------- | --------------------------------------------------------------------------------- | --- |
| 1   | 2021年 4月4日 | どうなるマー!?田中将大はまた日本で輝きを放てるのか!?                              | - 桑原幹久（日刊スポーツ新聞東北支社・楽天担当） 以下リモート - 長坂健治（楽天ブルペンキャッチャー） - 鈴木章弘（アディダスジャパン） - 古谷幸平（ミズノ）                                                      |
| 2   | 4月11日       | ソフトバンクホークスのえげつない強さの秘密!!                                      | - 菅原梨恵（週刊ベースボール・ソフトバンク担当） 以下リモート - 上杉あずさ（九州のローカルタレント） - 小林至（元ソフトバンク球団取締役）                                                                       |
| 3   | 4月18日       | 大谷翔平以外にも注目ポイント盛り沢山。今年のメジャー語りまくりスペシャル!!        | AKI猪瀬（大リーグアナリスト・スポーツライター） |
| 4   | 4月25日       | ここが凄い!プロ野球の注目ルーキーを深堀り!!                                       | 前田祐輔（日刊スポーツ新聞プロ野球デスク） |
| 5   | 5月2日        | 年代別ベストナインシリーズ（1）・激動の80年代野球界を深堀り! 80年代のベストナイン | （なし） |
| 6   | 5月9日        | 野球用具を深堀り! グローブ                                                        | 全員リモート - 茂木結矢（ミズノ） - 須藤壹幹（スポーツ玉澤社長） |
| 7   | 5月16日       | プロ野球選手が発売したレコード楽曲を深堀り!                                       | スージー鈴木（音楽評論家） |
| 8   | 5月23日       | 『ミスターアマチュア野球』杉浦正則さんとアマチュア野球を深堀り!                   | 杉浦正則（元日本生命硬式野球部投手・監督） |
| 9   | 5月30日       | 交流戦台風の目!オリックス・バファローズを深掘り                                   | 真柴健（日刊スポーツ新聞オリックス担当記者） |
| 10  | 6月6日        | 球界屈指の韋駄天を深掘り!                                                         | ミズノ、アシックスのシューズ担当者へのインタビュー |
| 11  | 6月13日       | 4番論～侍ジャパンの4番は誰だ!?                                                    | 山崎武司（野球評論家） |
| 12  | 6月20日       | 元プロ野球選手の飲食店を深掘り                                                    | 全員リモート - 山本由伸（オリックス・バファローズ投手） - 大久保博元（野球解説者・焼き肉店経営） - 金石昭人（野球解説者・鉄板焼き店経営） - 小林敦司（カフェ経営） - 米野智人（カフェ経営）                     |
| 13  | 6月27日       | 年代別ベストナインシリーズ（2）・1990年代前半の野球界を深掘り                     | （なし） |
| 14  | 7月4日        | 守護神を深掘り                                                                    | 藤川球児（元阪神タイガース投手 野球解説者 リモート） |
| 15  | 7月11日       | 大リーグのオールスターゲームを深掘り                                              | AKI猪瀬 |
| 16  | 7月18日       | 2021年日本プロ野球前半戦を深掘り                                                  | 鈴木良一（日刊スポーツ新聞プロ野球担当デスク） |
| 17  | 7月25日       | 2020年東京オリンピック直前!侍ジャパン特集                                         | 藤川球児 |
| 18  | 8月1日        | 東京オリンピック真っ只中!どうなる!?侍ジャパン                                     | 黒木知宏（野球解説者） |
| 19  | 8月15日       | 扇の要!キャッチャーを深掘り                                                       | 谷繁元信（元横浜大洋ホエールズ→横浜ベイスターズ・中日ドラゴンズ捕手 野球解説者） |
| 20  | 8月22日       | 真夏のプロ野球女子会                                                              | - 山本萩子（ヤクルトファン代表） - 三江彩花（阪神ファン代表） - 岡村茉奈（オリックスファン代表） - 上杉あずさ（ソフトバンクファン代表）                                                                         |
| 21  | 8月29日       | 年代別ベストナインシリーズ（3）・1990年代後半のプロ野球界を深掘り                 | （なし） |
| 22  | 9月5日        | 夏の甲子園を深掘り                                                                | 坂名伸之（朝日新聞運動部記者） |
| 23  | 9月12日       | どうなる!?ソフトバンク                                                            | カンニング竹山（タレント） |
| 24  | 9月19日       | どないやねん!?阪神タイガース                                                      | 掛布雅之（元阪神タイガース内野手 野球評論家・阪神レジェンドテラー） |
| 25  | 9月26日       | いけるのか?ロッテ                                                                 | 黒木知宏（元千葉ロッテマリーンズ投手） |
| 26  | 10月3日       | ポストシーズン直前!どうなるMLB                                                    | AKI猪瀬 |
| 27  | 10月10日      | いくのか!?ヤクルト                                                                | 真中満（元東京ヤクルトスワローズ外野手・監督 野球解説者） |
| 28  | 10月17日      | 今シーズンも佳境!どうなったプロ野球                                               | 鈴木良一 |
| 29  | 10月24日      | 優勝目前!ヤクルト大特集                                                           | 飯田哲也（元東京ヤクルトスワローズ内野手 野球評論家） |
| 30  | 10月31日      | いざ!クライマックスシリーズ（パ・リーグ編）                                       | - 星野伸之（オリックスOB代表 元オリックス・バファローズ投手 野球解説者 リモート） - 黒木知宏（ロッテOB代表） - 山崎武司（2球団=楽天・オリックスOB）                                                             |
| 31  | 11月7日       | テーマ同上（セ・リーグ編）                                                        | - 真中満（ヤクルトOB代表） - 村田真一（巨人OB代表 元読売ジャイアンツ捕手 野球解説者） - 広沢克己（3球団=ヤクルト・巨人・阪神OB 野球解説者）                                                                     |
| 32  | 11月14日      | 野球女子たちの日本シリーズ                                                        | - 山本萩子（ヤクルトファン代表） - 岡村茉奈（オリックスファン代表） |
| 33  | 11月21日      | どうなる!?日本シリーズ                                                            | - 真中満（ヤクルトOB代表） - 山崎武司（オリックスOB代表） |
| 34  | 11月28日      | あぁ去年は日本シリーズに出てたのに…2021プロ野球反省会                             | - 塙宣之（巨人ファン代表 ナイツ） - カンニング竹山（ソフトバンクファン代表） |
| 35  | 12月5日       | 語りつくすぞ!日本シリーズ                                                         | - 飯田哲也（ヤクルトOB代表） - 星野伸之（オリックスOB代表） |
| 36  | 12月12日      | プロ野球レジェンド対談（1）・高橋由伸                                             | 高橋由伸（元読売ジャイアンツ内野手・監督 野球解説者） |
| 37  | 12月19日      | 千葉ロッテマリーンズ・井口資仁監督                                                | 井口資仁（千葉ロッテマリーンズ監督） |
| 38  | 12月26日      | あなたが選ぶ!GATE7アワード2021                                                    | （なし） |
| 39  | 2022年 1月2日 | 祝・日本シリーズ優勝・東京ヤクルトスワローズ・高津臣吾監督                        | 高津臣吾（東京ヤクルトスワローズ監督） |
| 40  | 1月9日        | オリックス・バファローズ・吉田正尚投手                                            | 吉田正尚（オリックス・バファローズ投手） |
| 41  | 1月16日       | プロ野球レジェンド対談（2）・江夏豊                                               | 江夏豊（元阪神タイガース→南海ホークス→広島東洋カープ→日本ハムファイターズ→西武ライオンズ投手 野球評論家） |
| 42  | 1月23日       | 君は阪急ブレーブスを知っているか!?                                                | 福本豊（元阪急ブレーブス内野手 野球解説者） |
| 43  | 1月30日       | 球界の一大勢力!明治大学野球部を深掘り                                             | 広澤克己（明治大学野球部OB） |
| 44  | 2月6日        | セ・リーグの今年の台風の目はDeNAじゃね!?                                          | - 佐々木主浩（元横浜ベイスターズ投手 野球解説者） - 三浦大輔（横浜DeNAベイスターズ監督 コメント） |
| 45  | 2月13日       | 王座奪還なるか!?2022年のソフトバンクを深掘り                                      | - カンニング竹山 - 千賀滉大（福岡ソフトバンクホークス投手） |
| 46  | 2月20日       | 祝!86歳 ミスター・長嶋茂雄伝説                                                    | 槙原寛己（元読売ジャイアンツ投手 野球解説者） |
| 47  | 2月27日       | 連覇なるか!?2022年のヤクルト                                                      | - 山本萩子 - 清水昇（東京ヤクルトスワローズ投手） - 奥川恭伸（同上） |
| 48  | 3月6日        | この選手が来る!2022年ブレーク予想                                                 | 鈴木良一 |
| 49  | 3月13日       | プロ野球レジェンド対談（3）・清原和博                                             | 清原和博（元西武ライオンズ→読売ジャイアンツ→オリックス・バファローズ内野手 野球評論家） |
| 50  | 3月20日       | プロ野球レジェンド対談（4）・昭和の怪物・江川卓                                   | 江川卓（元読売ジャイアンツ投手 野球評論家） |
| 51  | 3月27日       | 2022プロ野球開幕スペシャル                                                        | 黒木知宏 |
| 52  | 4月3日        | 2022MLB開幕スペシャル                                                             | AKI猪瀬 |
| 53  | 4月10日       | どうなる!?今年の広島カープ                                                        | 新井貴浩（元広島東洋カープ内野手 TBSテレビ・毎日放送野球解説者） |
| 54  | 4月17日       | 佐々木朗希の完全試合を深掘り                                                      | 里崎智也（元千葉ロッテマリーンズ捕手 野球評論家） |
| 55  | 4月24日       | どこよりも早い新外国人チェック!!                                                  | 本間翼（日刊スポーツ新聞プロ野球デスク） |
| 56  | 5月1日        | やっぱり強かぁ～ソフトバンクホークス!                                             | - カンニング竹山 - 斉藤和巳（元福岡ダイエーホークス→福岡ソフトバンクホークス投手 野球評論家） |
| 57  | 5月8日        | 強いぞ楽天!ホンモノか?                                                            | 山崎武司 |
| 58  | 5月15日       | おいおい大丈夫か!?ジャイアンツ                                                    | 槇原寛己 |
| 59  | 5月22日       | 2022セ・パ交流戦開幕直前スペシャル                                                | 黒木知宏 |
| 60  | 5月29日       | さぁ始まった!交流戦開幕スペシャル                                                 | 村田修一 |
| 61  | 6月5日        | セ・パ交流戦前半戦終了!抜けるのはどこだ!?                                         | 広澤克己 |
| 62  | 6月12日       | 交流戦ラスト!優勝するのはどこなんだ!?                                             | 阿波野秀幸（野球評論家） |
| 63  | 6月19日       | 交流戦明けのセ・パ両リーグ展望                                                    | 斉藤和巳 |
| 64  | 6月26日       | セ・リーグ独走気配!?このままヤクルト独創しちゃうのか?                             | 荒木大輔（元ヤクルトスワローズ投手 野球評論家） |
| 65  | 7月3日        | 8回の男‼セットアッパーを深掘り                                                    | 五十嵐亮太（野球評論家） |
| 66  | 7月10日       | 右のスラッガーを深掘り                                                            | 多村仁志（野球評論家） |
| 67  | 7月17日       | ベストナインシリーズ（4）・2000年代の球界を深掘り                                 | （なし） |
| 68  | 7月24日       | 存分に楽しもう‼プロ野球オールスターゲームを深掘り                                 | 清原和博 |
| 69  | 7月31日       | どうなる!?プロ野球後半戦                                                          | 黒木知宏 |
| 70  | 8月7日        | 阪神は奇跡を起こせるのか!?                                                        | 掛布雅之（リモート） |
| 71  | 8月14日       | 後半戦絶好調!横浜DeNAベイスターズを深掘り                                         | 谷繁元信 |
| 72  | 8月21日       | 新ピッチャーズバイブル‼吉井式トレーニング論                                       | 吉井理人（侍ジャパン投手コーチ 野球評論家） |
| 73  | 8月28日       | なるか史上最年少三冠王!?左スラッガー・村上宗隆を深掘り                            | 松中信彦（元福岡ダイエーホークス→福岡ソフトバンクホークス内野手 2004年三冠王 野球評論家） |
| 74  | 9月4日        | 決戦はセプテンバー!混戦のパ・リーグ抜け出すのはどこだ!?                           | - 西崎幸広（西武OB代表 元日本ハムファイターズ→西武ライオンズ投手 野球評論家） - 飯田哲也（ソフトバンク元コーチ） - 星野伸之（オリックスOB代表）                                                                 |
| 75  | 9月11日       | セ・リーグ終盤戦を深掘り                                                          | - 真中満（ヤクルトOB代表） - 阿波野秀幸（横浜OB代表） |
| 76  | 9月18日       | いよいよシーズン佳境!パ・リーグ最後の決戦!!                                       | - 斉藤和巳（ソフトバンクOB代表） - 野田浩司（オリックスOB代表 元オリックス・ブルーウェーブ投手 野球解説者） - 片岡保幸（西武OB代表 元（埼玉）西武ライオンズ内野手 野球評論家）                                  |
| 77  | 9月25日       | 連覇目前‼ヤクルトはなぜ強かったのか?                                              | - 広澤克己 - 五十嵐亮太 - 山本萩子 |
| 78  | 10月2日       | クライマックスはすぐそこ!セ・リーグCS大展望（時間枠移転初回）                     | 槇原寛己 |
| 79  | 10月9日       | どうなる!?パ・リーグCS大展望                                                      | 黒木知宏 |
| 80  | 10月16日      | MLBポストシーズン大予想                                                           | AKI猪瀬 |
| 81  | 10月22日      | どうなる!?日本シリーズ大展望                                                      | 五十嵐亮太 |
| 82  | 10月29日      | ついに決着!?日本シリーズ                                                          | 五十嵐亮太 |
| 83  | 11月6日       | 2022年度シーズン総括                                                              | 黒木知宏（2023年千葉ロッテマリーンズ投手コーチ就任） |
| 84  | 11月13日      | 千葉ロッテマリーンズ黒木新投手コーチに聞く                                        | 黒木知宏（2023年千葉ロッテマリーンズ投手コーチ就任） |
| 85  | 11月20日      | 2022年のタイトルホルダーに聞く・山川穂高（前）                                    | 山川穂高（埼玉西武ライオンズ内野手） |
| 86  | 11月27日      | テーマ同上（後）                                                                  | 山川穂高（埼玉西武ライオンズ内野手） |
| 87  | 12月4日       | 新監督に聞く・松井稼頭央（前）                                                    | 松井稼頭央（2023年埼玉西武ライオンズ監督就任） |
| 88  | 12月11日      | テーマ同上（後）                                                                  | 松井稼頭央（2023年埼玉西武ライオンズ監督就任） |
| 89  | 12月18日      | 日本一戦士に聞く・宮城大弥（前）                                                  | 宮城大弥（オリックス・バファローズ投手） |
| 90  | 12月25日      | テーマ同上（後）                                                                  | 宮城大弥（オリックス・バファローズ投手） |
| 91  | 2023年 1月1日 | 2022年のタイトルホルダーに聞く・松本剛（前）                                      | 松本剛（北海道日本ハムファイターズ外野手） |
| 92  | 1月8日        | テーマ同上（後）                                                                  | 松本剛（北海道日本ハムファイターズ外野手） |
| 93  | 1月15日       | 新監督に聞く・吉井理人「千葉ロッテ監督として2023年をどう戦うか」（前）            | 吉井理人（2023年千葉ロッテマリーンズ監督就任） |
| 94  | 1月22日       | テーマ同上（後）                                                                  | 吉井理人（2023年千葉ロッテマリーンズ監督就任） |
| 95  | 1月29日       | キャンプイン直前!どこよりも早い順位予想!                                          | 里崎智也 |
| 96  | 2月5日        | WBC特集第1弾・史上最高の大会!WBC2023 を深掘り!!                                   | 里崎智也 |
| 97  | 2月12日       | WBC特集第2弾・WBCライバル国、徹底分析!世界はスゴい奴ばかり!（前）・アメリカ編     | AKI猪瀬 |
| 98  | 2月19日       | テーマ同上（後）・ドミニカ共和国などその他の国編                                  | AKI猪瀬 |
| 99  | 2月26日       | オリックス・バファローズの宮崎キャンプ現地取材SP                                  | - 中嶋聡（オリックス・バファローズ監督） - 杉本裕太郎（オリックス・バファローズ内・外野手） |
| 100 | 3月5日        | 100回記念 WBC特集第3弾・日本代表合宿&福岡ソフトバンクホークスの宮崎キャンプ       | - 栗山英樹（野球日本代表監督） - 村上宗隆（野球日本代表内野手） - 牧秀悟（野球日本代表投手） - 甲斐拓也（野球日本代表捕手） - 和田毅（福岡ソフトバンクホークス投手） - 有原航平（福岡ソフトバンクホークス投手） |

### 放送休止
- 2021年8月8日 - 2020年東京オリンピック男子マラソン中継のため

### 特別編
- 2021年9月23日11:00-12:00　山崎、藤川、谷繁のポジション別深掘り編を再構成した内容を放送

### 公開収録
- 2023年3月11日収録・TBS放送センターラジオスタジオ（3月12日放送予定）[8]。番組第100回放送記念として、WBCグループステージでの日本戦の分析を石橋と佐々木主浩が講演するという内容[9]。